# Perchtoldsdorf

Dans l'église de la paroisse de Perchtoldsdorf. Novembre 2018.

Vitrail de l'église de Perchtoldsdorf.

Perchtoldsdorf est une commune autrichienne du district de Mödling en Basse-Autriche.

## Géographie
Elle est située immédiatement à des limites de la ville de Vienne, au sud de l'arrondissement de Liesing et environ 16 kilomètres au sud-ouest du centre-ville. La partie occidentale de la frontière du territoire communal sur la chaîne de montagnes de forêt viennoise.

## Personnalités liées à la commune
- Tilly Bébé
- Alfred Merz (1880-1925), géographe et océanographe, né à Perchtoldsdorf où il est inhumé.